# 김준우 (변호사)
김준우(金俊佑, 1979년 1월 17일~)는 대한민국의 변호사이자 정당인 겸 방송인이며, 2023년 11월 14일부터 정의당 비상대책위원장을 맡고 있다.

## 학력
- 1994~1997 대일외국어고등학교 졸업
- 2004 고려대학교 문과대학 서어서문학 학사 / 법학과 졸업(복수전공)
- 2007 고려대학교 대학원 법학 석사 수료
- 2013 경희대학교 법학전문대학원 석사
- 2015 경희대학교 법학전문대학원 박사 수료

## 경력
- 2013 제2회 변호사시험 합격
- 2013~2016 법무법인(유) 화우
- 2016~2020 민주사회를 위한 변호사모임 상근 사무차장[1]
- 대한변호사협회 제12회 우수변호사[3]
- 2018 주한EU대표부 CSO 대사
- 2020~ 법무법인 덕수
- 2020~ 연세대학교 법학전문대학원 겸임교수[4]
- 미래의학연구재단 고문
- 대한변호사협회 대의원
- 법무법인 덕수 변호사
- 2020 정의당 혁신위원
- 정의정책연구소 감사
- 2023.11 ~ 2024.2 정의당 비상대책위원장
- 2024.2 ~ 2024.4 녹색정의당 대표